# Caracas Challenger 2 1993
Il Caracas Challenger 2 1993 è stato un torneo di tennis facente parte della categoria ATP Challenger Series nell'ambito dell'ATP Challenger Series 1993. Il torneo si è giocato a Caracas in Venezuela dal 18 al 24 ottobre 1993 su campi in cemento.

## Vincitori

### Singolare
Mauricio Hadad ha battuto in finale  Alex O'Brien con il punteggio di 7–5, 6–4

### Doppio
Maurice Ruah /  Laurence Tieleman hanno battuto in finale  Mark Knowles /  Alex O'Brien con il punteggio di 5–7, 6–4, 7–6